# Yanteles
Yanteles es un estratovolcán del sur de Chile. Aislado, se compone de cinco picos glaciarizados a lo largo de un cordón de 8 km de largo. Se ubica aproximadamente a 30 km (19 mi) al sur del volcán Corcovado en la región de Los Lagos, dentro del parque nacional Corcovado.
El nombre Yanteles puede referirse solo a la cumbre principal, que también se conoce como Volcán Nevado.
Su actividad volcánica es monitoreada por el Observatorio Vulcanológico de los Andes del Sur (OVDAS).
Parte de sus deshielos alimentan al río Canef.